# Marie d’Albret (Rethel)
Marie d’Albret (* 25. März 1491 in Cuffy; † 27. Oktober 1549) war von 1500 bis 1525 Gräfin von Rethel aus eigenem Recht und durch Heirat seit 1506 Gräfin von Nevers. Sie war die älteste Tochter von Jean d’Albret-Orval († 1524) und dessen zweiter Ehefrau Charlotte de Valois-Bourgogne († 1500), Gräfin von Rethel. Über ihren Vater entstammte Marie der alten und einflussreichen gascognischen Adelsfamilie Albret, über ihre Mutter dem Haus Burgund, welches eine Nebenlinie des königlichen Hauses Valois war.
Maries d’Albrets Nachfolge in der Grafschaft Rethel wurde von ihrem Cousin Engelbert von Kleve (Engilbert de Clèves), Graf von Nevers, bestritten. Dieser war ein Sohn ihrer Tante Elisabeth de Valois-Bourgogne, welche einst Nevers geerbt hatte. Die Grafschaften Nevers und Rethel waren zuvor bereits seit mehreren Generationen immer in eine Hand vererbt worden, eine Tradition, die Maries mütterlicher Großvater Graf Johann II. von Nevers-Rethel († 1491) gebrochen hatte. Der Streit wurde bis vor das Parlament in Paris getragen, wo es zu einer Beilegung des Konfliktes durch einen Kompromiss kam. Marie behielt das Rethelois und sollte den Sohn Engilberts, Charles de Clèves, heiraten, um die beiden Grafschaften wieder zu vereinen.
Aber auch nachdem 1504 die Ehe geschlossen worden war, blieb Maries Erbe weiter umstritten. Denn nun erhob der Ehemann ihrer jüngeren Schwester Charlotte, Marschall Odet de Foix, im Namen seiner Frau Anspruch auf Rethel, verweisend auf das Beispiel der Erbteilung Graf Johanns II. von Nevers-Rethel. Odet de Foix kam dabei zugute, dass die Familie Clèves bei König Franz I. von Frankreich zeitweise in Ungnade gefallen war, und Charles de Clèves am 27. August 1521 als Gefangener im Louvre starb. So war Marie am 1. Juli 1525 genötigt, ihre Rechte auf Rethel, wie auch auf die Herrschaften von Donzy und Rosoy, an Odet de Foix zu verkaufen. Allerdings musste dieser im Gegenzug das Haus Clèves als testamentarischen Gesamterben im Falle eines Aussterbens seiner Familie erklären. Dieser Fall sollte tatsächlich schon bald eintreten, nachdem Odets Sohn Henri 1540 und Tochter Claude 1553 erbenlos gestorben waren. Maries Sohn François I. de Clèves trat daraufhin das Erbe der Familie Foix an und vereinte damit wieder Nevers und Rethel.